# Bada, Torsby kommun
Bada är en ort i Fryksände socken i Torsby kommun i norra Värmland. Fram till och med år 2000 avgränsade SCB en bebyggelse i sydvästra delen av orten, vid vägen mot Torsby vid Badaälven, till en tidigare småort namnsatt till Bada. Vid  älven låg Bada bruk.